# Campionato Sammarinese (1990/1991)
W sezonie 1990/1991 rozegrano 6. edycję najwyższej klasy rozgrywkowej piłki nożnej w San Marino – Campionato Sammarinese. W sezonie brało udział 10 zespołów. Tytułu nie obroniła drużyna SP La Fiorita. Nowym mistrzem San Marino został zespół SC Faetano.

## Tabela końcowa
|    | Klub                | M  | Z  | R | P  | Br+ | Br- | Pkt | Uwagi            |
| 1  | SP Tre Fiori        | 18 | 11 | 4 | 3  | 34  | 18  | 26  | Turniej finałowy |
| 2  | SS Montevito        | 18 | 9  | 5 | 4  | 32  | 22  | 23  | Turniej finałowy |
| 3  | SC Faetano          | 18 | 9  | 4 | 5  | 36  | 22  | 22  | Turniej finałowy |
| 4  | SS Folgore/Falciano | 18 | 8  | 6 | 4  | 23  | 17  | 22  | Turniej finałowy |
| 5  | SP Domagnano        | 18 | 8  | 5 | 5  | 35  | 19  | 21  |                  |
| 6  | SS Cosmos           | 18 | 7  | 6 | 5  | 30  | 26  | 20  |                  |
| 7  | AC Libertas         | 18 | 4  | 9 | 5  | 21  | 22  | 17  |                  |
| 8  | SS Murata           | 18 | 3  | 9 | 6  | 22  | 30  | 15  |                  |
| 9  | SP La Fiorita       | 18 | 2  | 3 | 13 | 16  | 46  | 7   | Spadek           |
| 10 | SS Virtus           | 18 | 1  | 5 | 12 | 22  | 49  | 7   | Spadek           |

## Turniej finałowy

### Pierwsza runda
- SC Faetano 3-0 SS Folgore/Falciano
- SS Juvenes 4-2 SS Montevito

### Druga runda
- SS Folgore/Falciano 0-1 SS Montevito
- SC Faetano 2-1 SS Juvenes

### Trzecia runda
- SS Juvenes 2-1 SS Montevito
- SP Tre Fiori 4-1 SC Faetano

### Półfinał
- SC Faetano 3-1 SS Juvenes

### Finał
- SC Faetano 1-0 SP Tre Fiori